# Liste der Kunstwerke im öffentlichen Raum in Linz-Bulgariplatz
Diese Liste der Kunstwerke im öffentlichen Raum in Linz-Bulgariplatz enthält die vom Archiv der Stadt Linz gelisteten Kunstwerke im öffentlichen Raum im Stadtteil Bulgariplatz.
Denkmäler, profane Skulpturen und Plastiken, sakrale Kleindenkmäler, Brunnen, Gedenktafeln oder Kunst am Bau sind in den Listen angegeben, sofern sie vom Archiv der Stadt Linz als Kunst im öffentlichen Raum (Public Art) verzeichnet und mit einer eindeutigen Identifikationsnummer (ID) ausgestattet sind.

## Kunstwerke
| Foto |                 | Name                                                                                 | Typ                                         | Standort                         | Künstler              | Datierung                | Beschreibung | Metadaten                                |
| ---- | --------------- | ------------------------------------------------------------------------------------ | ------------------------------------------- | -------------------------------- | --------------------- | ------------------------ | --- | ---------------------------------------- |
| BW   | Datei hochladen | Kreuzweg auf dem Barbarafriedhof ID: 2567                                            | Kleindenkmal                                | Barbarafriedhof Standort         | Ruedi Arnold          | 2008                     | Die 14 Kreuzwegstationen des Kreuzwegs befinden sich abwechselnd links und rechts entlang der Abteilungen 13 bis 26. Am Beginn steht eine Tafel mit der Inschrift: „Der Kreuzweg mit 14 Stationen ist eine Nachbildung der ‚Via Dolorosa‘ in Jerusalem. Wir gehen mit Jesu durch Leiden, Kreuz und Tod hin zur Auferstehung.“ Die einzelnen Stationen sind aus feingliedrigen Bronzefiguren des Bildhauers Ruedi Arnold gestaltet. Körperhaltung und Gestik verdeutlichen die einzelnen Handlungen und Situationen aus dem Leidensweg Jesu.                                   |                                          |
| ja   | Datei hochladen | Denkmal für die gefallenen Soldaten des Zweiten Weltkriegs, Barbarafriedhof ID: 2564 | Gedenkstätte                                | Barbarafriedhof Standort         | Hans Schmidinger      | 1949                     | |                                          |
| ja   | Datei hochladen | Kriegerdenkmal für den Ersten Weltkrieg, Barbarafriedhof ID: 2561                    | Gedenkstätte                                | Barbarafriedhof Standort         | Carl Berger           | 1925                     | Die weitläufige Anlage besteht aus einer rechteckigen Grünanlage im Zentrum und aus Steinsarkophagen am Wiesenrand, auf denen die Namen der Gefallenen verzeichnet sind. Den südlichen Abschluss bildet ein Granitwürfel, begleitet von mehreren Stelen, die einzelnen Armeeeinheiten gewidmet sind. Die Gesamtanlage entstand laut Inschrift auf der Rückseite des Würfels in den Jahren 1922–1925: „Gewidmet und erbaut vom O.Ö. Kriegsgräberschutzbund ‚Schwarzes Kreuz‘ 1922–1925“.                                                                                       |                                          |
| ja   | Datei hochladen | Gedenkstätte für die 1945 im Lager Lißfeld getöteten Sicherheitswachebeamte ID: 2572 | Gedenkstätte                                | Barbarafriedhof                  |                       | 1947                     | |                                          |
| ja   | Datei hochladen | Mahnmal Barbarafriedhof Widerstandsgruppe „Freies Österreich“ ID: 2459               | Gedenkstätte                                | Barbarafriedhof                  |                       | 1991                     | |                                          |
|      | Datei hochladen | Grabstätte Vilma Eckl ID: 3236                                                       | Grabstätte einer bedeutenden Persönlichkeit | Barbarafriedhof                  |                       | 2022                     | Familiengruft an der Friedhofsmauer des Barbarafriedhofs, Grabstein als stilisiertes Haus aus Marmorplatten, an den Wänden beidseitig ein Kranzrelief, im Tympanon mittig ein Christuskopf |                                          |
| ja   | Datei hochladen | Enrica von Handel-Mazzetti ID: 2440                                                  | Grabstätte einer bedeutenden Persönlichkeit | Barbarafriedhof Standort         |                       | 1955                     | Steinernes Kruzifix auf Sockel | Standort: St. Barbarafriedhof (VII / 39) |
|      | Datei hochladen | Karl Höbarth, Baumeister ID: 2454                                                    | Grabstätte einer bedeutenden Persönlichkeit | Barbarafriedhof                  |                       | 1906                     | Grabstein mit Schriftnische und mächtigem Kreuz als Bekrönung |                                          |
|      | Datei hochladen | Franz Honauer, Präsident der OÖ Handelskammer ID: 2441                               | Grabstätte einer bedeutenden Persönlichkeit | Barbarafriedhof                  |                       | 1953                     | Gruftanlage im neugotischen Stil |                                          |
| ja   | Datei hochladen | Leopold Hörmann, Schriftsteller und Bibliothekar ID: 2442                            | Grabstätte einer bedeutenden Persönlichkeit | Barbarafriedhof                  |                       | 1927                     | Schlichte Stele |                                          |
| ja   | Datei hochladen | Reinhold Körner, Bürgermeister ID: 2444                                              | Grabstätte einer bedeutenden Persönlichkeit | Barbarafriedhof                  |                       | 1953                     | Inschriftentafel auf der Wand der Familiengruft |                                          |
|      | Datei hochladen | Franz Melichar, Kaufmann ID: 2462                                                    | Grabstätte einer bedeutenden Persönlichkeit | Barbarafriedhof                  |                       | 1953                     | Grabkreuz auf mehrfach gestuftem Sockel aus grauem Granit |                                          |
|      | Datei hochladen | Prof. Franz Neuhofer, Komponist ID: 2445                                             | Grabstätte einer bedeutenden Persönlichkeit | Barbarafriedhof                  |                       | 1949                     | Tumbaartiges Grab mit Kreuz auf Sockelaufsatz |                                          |
|      | Datei hochladen | Ferdinand Nossberger-Schalk, Gemeinderat ID: 2455                                    | Grabstätte einer bedeutenden Persönlichkeit | Barbarafriedhof                  |                       | 1891                     | Kruzifix auf dreifach gestuftem Sockel |                                          |
|      | Datei hochladen | Anton Pachinger, Kunsthistoriker ID: 2456                                            | Grabstätte einer bedeutenden Persönlichkeit | Barbarafriedhof                  |                       | 1950                     | Drei Wandnischen mit darüberliegenden dreieckigen Mottofeldern |                                          |
|      | Datei hochladen | Maria von Peteani, Schriftstellerin ID: 2452                                         | Grabstätte einer bedeutenden Persönlichkeit | Barbarafriedhof                  |                       | 1960                     | Bodengrabstein mit Efeudekoration und Nische für ewiges Licht |                                          |
| ja   | Datei hochladen | Benedikt Pillwein, Topograph und Schriftsteller ID: 2453                             | Grabstätte einer bedeutenden Persönlichkeit | Barbarafriedhof                  |                       | 1847                     | Granitgefasster Grabstein mit Schriftnische auf Sockel |                                          |
|      | Datei hochladen | Barbara und Karl Moritz Quirein, Verlagsbuchhändler ID: 2457                         | Grabstätte einer bedeutenden Persönlichkeit | Barbarafriedhof                  |                       | 1913                     | Grabmal aus dunklem Granit mit attikabekröntem Hauptfeld und zwei Nebenfeldern |                                          |
|      | Datei hochladen | Grabstätte Prof. Dr. Hubert Razinger ID: 3203                                        | Grabstätte einer bedeutenden Persönlichkeit | Barbarafriedhof                  |                       | 1967                     | Grabstein aus Granit mit eingemeißeltem Kreuz links der Mitte |                                          |
|      | Datei hochladen | Andreas Reischek, Naturforscher ID: 2446                                             | Grabstätte einer bedeutenden Persönlichkeit | Barbarafriedhof                  |                       | 1902                     | Schwarzer Granitobelisk mit weißem Kreuz und Inschrift |                                          |
| ja   | Datei hochladen | Johann Rint, Bildschnitzer ID: 2447                                                  | Grabstätte einer bedeutenden Persönlichkeit | Barbarafriedhof                  |                       | 1900                     | Obeliskförmiges Grabmal in neugotischen Formen |                                          |
| ja   | Datei hochladen | Edward Samhaber, Lehrer und Dichter ID: 2448                                         | Grabstätte einer bedeutenden Persönlichkeit | Barbarafriedhof                  |                       | 1927                     | Hochrechteckiger Marmorstein, der mit einer Dichterkrone abschließt |                                          |
| ja   | Datei hochladen | Matthäus Schlager, Dombaumeister ID: 2461                                            | Grabstätte einer bedeutenden Persönlichkeit | Barbarafriedhof                  |                       | 1959                     | Wandgruft mit Bodengrabstein |                                          |
| ja   | Datei hochladen | Adalbert Stifter ID: 2473                                                            | Grabstätte einer bedeutenden Persönlichkeit | Barbarafriedhof                  |                       | 1868                     | Grab mit Granitobelisk und Umzäunung |                                          |
|      | Datei hochladen | Susi Wallner, Heimatdichterin ID: 2449                                               | Grabstätte einer bedeutenden Persönlichkeit | Barbarafriedhof                  |                       | 1953                     | Trauernde weibliche Figur aus grauem Marmor auf eine Urne auf Sockel gestützt aus der ersten Hälfte des 19. Jahrhunderts. |                                          |
|      | Datei hochladen | Othmar Zechyr ID: 2460                                                               | Grabstätte einer bedeutenden Persönlichkeit | Barbarafriedhof                  | Franz Josef Altenburg | 1996                     | Grabmal aus vier Marmorquadern, die ein stark abstrahiertes Kreuz formen |                                          |
| ja   | Datei hochladen | Dreifaltigkeitssäule Bulgariplatz ID: 2156 HERIS-ID: 110102 Objekt-ID: 127756        | Kleindenkmal                                | Bulgariplatz Standort            |                       | 1934 (ursprünglich 1705) | |                                          |
| ja   | Datei hochladen | Anton Bulgari ID: 2151                                                               | Gedenktafel                                 | Bulgariplatz 1                   |                       | 1984                     | |                                          |
| ja   | Datei hochladen | Friedhofkapelle ID: 2155                                                             | Kleindenkmal                                | Friedhofstraße Standort          |                       | 2004                     | |                                          |
| ja   | Datei hochladen | Werden und Vergehen ID: 2280                                                         | Kunst am Bau                                | Friedhofstraße 1 Standort        | Hans Hoffmann-Ybbs    | 1985                     | Die großformatige Ritzzeichnung von Hans Hoffmann-Ybbs befindet sich an der Wand vor dem Eingang zum Barbarafriedhof. Die mittig angebrachte Linie deutet die Gegenwart aus der das künftige Leben erwächst, welches auf den Wurzeln des Vergangenen beruht. |                                          |
| ja   | Datei hochladen | Jubiläumsbrunnen Gürtelstraße ID: 1148                                               | Brunnen                                     | Gürtelstraße Standort            | Willibald Katteneder  | 1990                     | Der Jubiläumsbrunnen besteht aus einem großen Rasendreieck, das mittels einer tragenden Betonkonstruktion an den Ecken gehoben wurde. Die Wasserstrahlen und -vorhänge fallen unter den schwebenden Grasziegeln. |                                          |
|      | Datei hochladen | Wohnstätte ID: 2288                                                                  | Kunst am Bau                                | Gürtelstraße 8                   | Matthäus Fellinger    | 1956                     | |                                          |
|      | Datei hochladen | Kriegerdenkmal des Turnvereins Linz-Lustenau ID: 1139                                | Gedenkstätte                                | Hamerlingstraße 16               |                       | 1930                     | |                                          |
| BW   | Datei hochladen | Familie I ID: 2299                                                                   | Kunst am Bau                                | Kraußstraße 4 Standort           | Josef Schnetzer       | 1955                     | Links und rechts vom Eingang befinden sich Darstellungen eines erwachsenen Paares mit der Elterngeneration. Rechts präsentiert der Sohn dem greisen Vater ein Einfamilienhaus, links die Tochter ihrer Mutter einen Myrtenkranz. Zweifarbiger Mörtelschnitt. Siehe auch Kraußstraße 6. |                                          |
| BW   | Datei hochladen | Familie II ID: 2300                                                                  | Kunst am Bau                                | Kraußstraße 6 Standort           | Josef Schnetzer       | 1955                     | Links und rechts vom Eingang befinden sich Darstellungen eines erwachsenen Paares mit der Kindergeneration, Vater mit Sohn und Mutter mit Tochter. Zweifarbiger Mörtelschnitt. Siehe auch Kraußstraße 4. |                                          |
|      | Datei hochladen | Gedenkstätte für jüdische KZ-Opfer ID: 3167                                          | Antifaschistische Gedenkstätte              | Lastenstraße                     |                       | 1965                     | Drei Stelen und Steinplatten mit Inschriftentafeln, von einer Hecke umfasst |                                          |
|      | Datei hochladen | Verkehr ID: 2301                                                                     | Kunst am Bau                                | Lastenstraße 35                  | Franz Poetsch         |                          | |                                          |
|      | Datei hochladen | Gedenktafel der K.P.Ö ID: 2138                                                       | Gedenktafel                                 | Melicharstraße 8                 |                       | 1958                     | |                                          |
| BW   | Datei hochladen | Gedenktafel für die Opfer der nationalsozialistischen Euthanasie ID: 1277            | Gedenktafel                                 | Niedernharter Straße 10 Standort |                       | 1992                     | Die Tafel wurde im November 1990 auf Initiative der Anstaltsleitung des Wagner-Jauregg-Krankenhauses angebracht. Sie befindet sich im Eingangsbereich des Altbaues. In den Jahren 1939 bis 1945 wurde psychisch Kranken und Behinderten das Recht auf Leben von den nationalsozialistischen Machthabern abgesprochen. Aus diesem Grund kamen mehr als 270.000 Menschen ums Leben. Auch viele Patienten der ehemaligen Landesheil- und Pflegeanstalt Niedernhart fanden teils im Schloss Hartheim bei Eferding, teils in der Anstalt den Tod. Wir gedenken ihrer mit Bedauern. | Standort: im Eingangsbereich des Altbaus |
| ja   | Datei hochladen | Phoenix ID: 2298                                                                     | Kunst am Bau                                | Richard Wagner Straße 9 Standort | Rudolf Schüller       | 1954                     | |                                          |
| ja   | Datei hochladen | Instabilität Stabilität ID: 2169                                                     | Kleindenkmal                                | Wagner-Jauregg-Weg Standort      | Sepp (Josef) Auer     | 2002                     | |                                          |
|      | Datei hochladen | Marterl Wankmüllerhofstraße 9 ID: 3112                                               | Kleindenkmal                                | Wankmüllerhofstraße 9            |                       | 1850                     | In der Grünfläche des Jugendhotels an der Wankmüllerhofstraße steht ein älteres Marterl mit einer Heiligendarstellung auf einer Bronzeplatte, die bislang nicht zugeordnet werden konnte. Das Marterl wurde erst kürzlich im einschlägigen Handel erworben, der frühere Aufstellungsort ist unbekannt. |                                          |
|      | Datei hochladen | Denkmal für die Opfer der Widerstandsgruppe Eisenbahn ID: 3136                       | Antifaschistische Gedenkstätte              | Wiener Straße 6                  |                       |                          | Steinpfeiler mit Inschriftentafeln, oben ein Flügelrad aus Metall |                                          |
| ja   | Datei hochladen | Der Mensch ID: 3199                                                                  | Kunst am Bau                                | Wiener Straße 42 Standort        | Fritz Wotruba         | 1955                     | Das Bronzerelief „Der Mensch“ an der Fassade der Otto-Glöckel-Schule wurde 1955 von Fritz Wotruba geschaffen. Es besteht aus sechs Bronzeplatten, die jeweils zu dritt nebeneinander angeordnet sind, auf denen in blockhafter Strenge schemenhafte Paare und Gestalten aneinander gereiht sind. |                                          |
| BW   | Datei hochladen | Gedenkinschrift Warenhaus Hekler & Zimmermann ID: 3243                               | Gedenktafel                                 | Wiener Straße 51 Standort        |                       | 2023                     | Gedenkinschrift für das einst an dieser Stelle stehende, 1924 gegründete und 1938 arisierte Warenhaus Hekler & Zimmermann und seine ermordeten Besitzer |                                          |